# The Conjuring: The Devil Made Me Do It
The Conjuring: The Devil Made Me Do It (alternativt skriven som The Conjuring 3 och The Conjuring 3: The Devil Made Me Do It) är en amerikansk skräckfilm, samt den tredje och sjunde filmen i The Conjuring-universumet, som hade biopremiär i Sverige och USA den 4 juni 2021. Filmen är regisserad av Michael Chaves, från ett manus skrivet av David Leslie Johnson-McGoldrick. Huvudrollen som demonologparet Ed och Lorraine Warren spelas i vanlig ordning av Patrick Wilson och Vera Farmiga. Övriga huvudrollsinnehavare i filmen är Ruairi O'Connor, Sarah Catherine Hook, och Julian Hilliard.
Filmen skulle från början ha haft biopremiär den 11 september 2020, men fick skjutas upp, i och med spridningen av covid-19-pandemin. I oktober 2022 meddelade dessutom tidningen The Hollywood Reporter, att det var tal om att göra en fjärde film i The Conjuring-serien, som då skulle skrivas av David Leslie Johnson-Goldrick, samt produceras av James Wan och Peter Safran.

## Handling
Filmens handling utspelar sig i Brookfield i Connecticut under år 1981, och kretsar kring demonologparet Ed och Lorraine Warren, som till en början dokumenterar exorcismen av den åttaårige pojken David Glatzel, som har lyckats bli befriad från en demon. Kort efter att denna dokumentation har gjorts, så drabbas Ed av en hjärtattack, samtidigt som han får vetskap om, att pojken Davids tidigare demon har förflyttat sig till Arne Cheyenne Johnson, som faktiskt råkar vara pojkvän till Davids äldre syster Debbie. Efter att Ed har lyckats berätta detta för hustrun Lorraine, så bestämmer sig de båda makarna för att varna familjen Glatzel, tills det att Arne får en knäpp och tar livet av sin hyresvärd. Han ställs senare inför rätta i den amerikanska domstolen, där han hävdar, med hjälp av makarna Warren, att han inte var sig själv under själva mordtillfället, och att det var demonen inuti honom, som fick honom till att begå detta mord. Men frågan är bara om det verkligen räcker hela vägen, från att han ska slippa bli fälld för detta brott.

## Rollista (i urval)
| Vera Farmiga            | – Lorraine Warren       |
| Patrick Wilson          | – Ed Warren             |
| Ruairi O'Connor         | – Arne Cheyenne Johnson |
| Sarah Catherine Hook    | – Debbie Glatzel        |
| Julian Hilliard         | – David Glatzel         |
| John Noble              | – Kastner               |
| Eugenie Bondurant       | – Ockultisten           |
| Shannon Kook            | – Drew                  |
| Ronnie Gene Blevins     | – Bruno                 |
| Steve Coulter           | – Fader Gordon          |
| Vince Pisani            | – Fader Newman          |
| Ingrid Bisu             | – Jessica               |
| Ashley LeConte Campbell | – Meryl                 |
| Sterling Jerins         | – Judy Warren           |
| Paul Wilson             | – Carl Glatzel          |
| Charlene Amoia          | – Judy Glatzel          |